# La casa (novela)
La casa es una novela del escritor argentino Manuel Mujica Láinez. La obra fue publicada en 1954 por la editorial Sudamericana. En la novela, como en otras narraciones de Mujica Láinez en las que los objetos son los narradores, la casa narra su propia historia. Cuenta su apogeo y decadencia, que no es solo el de ella, sino también el de la clase alta argentina de los años ochenta del siglo XIX.

## Argumento

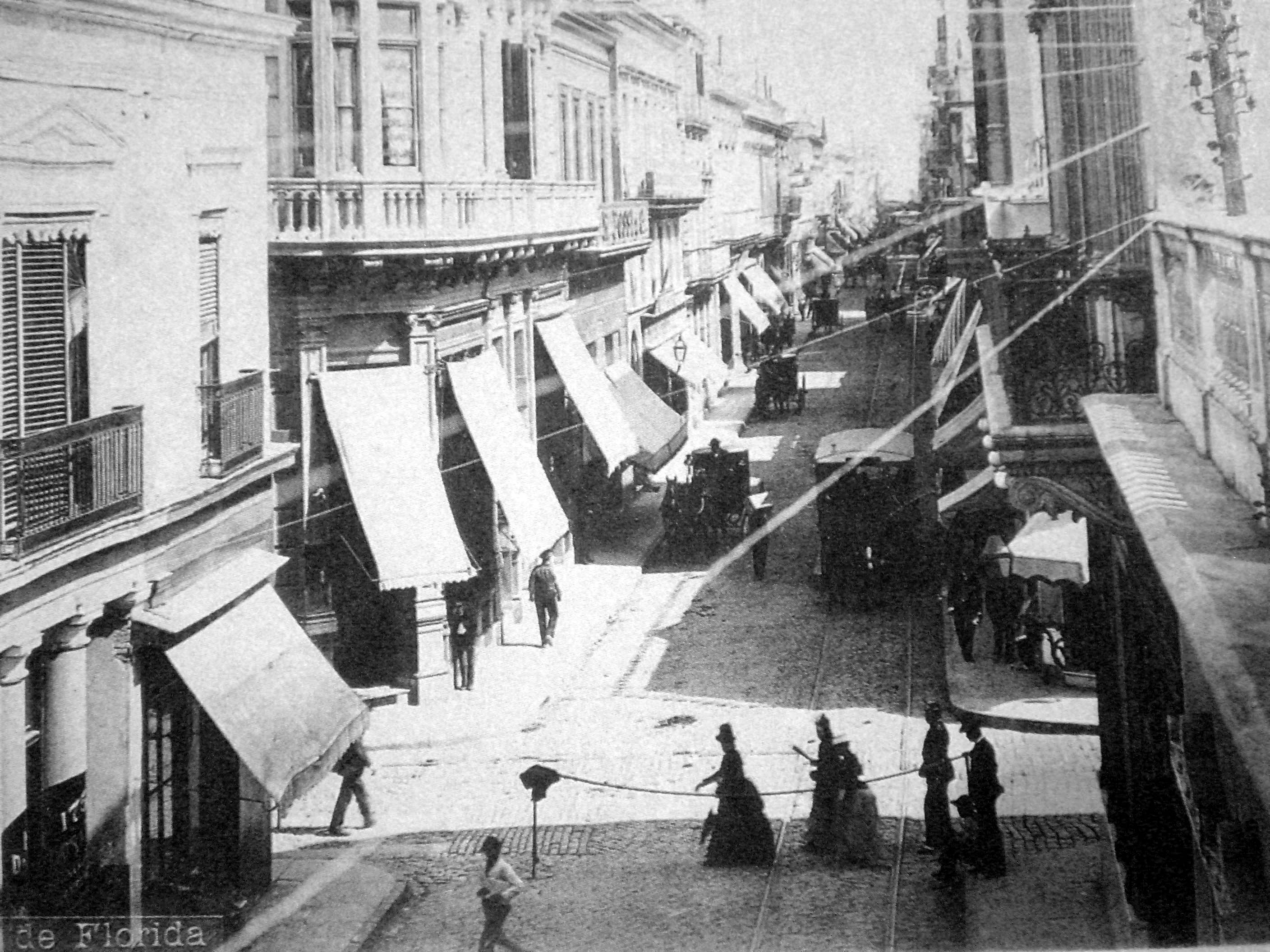
Aspecto de la calle Florida en 1888, época en la que se sitúa el apogeo de La casa y de sus propietarios

La casa, que ha vivido su época de gloria a fines del siglo XIX, está ubicada en la calle Florida, una de las calles elegantes del Buenos Aires de entonces. Su propietario, el senador don Francisco y su esposa Clara cuidan con orgullo de la casa y la embellecen con toda clase de adornos, despertando la admiración de los visitantes.
Don Francisco y Clara tienen cuatro hijos. Paco, el mayor, en una noche de carnaval, arroja al vacío desde uno de los balcones a su hermano Tristán. Nadie piensa en un asesinato y se considera al hecho como un accidente. El crimen queda impune y, desde entonces, Tristán permanece en la casa como un fantasma, acompañado por el Caballero, otro fantasma. Paco se encierra en su cuarto hasta que es declarado demente e internado de por vida en un hospital psiquiátrico. Rosa y Zulema, hermanastras, se integran a la servidumbre de la casa.
Clara muere en los comienzos de la década del veinte del siglo XX. Con su muerte, la familia comienza a desintegrarse, aunque los hermanos Benjamín, Gustavo y su esposa María Luisa siguen viviendo en la casa. María Luisa la abandona para irse a Europa, Gustavo muere poco después y Benjamín vive con el temor de que Rosa lo abandone. Ella se ha cansado de él y tiene un amorío con Leandro, amante de Zulema. 
Al morir Benjamín, Rosa queda como heredera y los sobrinos de las dos hermanas se llevan cuanto pueden. Los sirvientes abandonan la residencia y, con el tiempo, Zulema queda sola. Su sobrino Nicanor la encuentra muerta y decide vender la casa. 
El destino final es la demolición.